# Podhalanka (czasopismo)
Podhalanka – czasopismo Związku Podhalan, wychodzące w latach 1973–1979 z podtytułem „Jednodniówka Związku Podhalan”, następnie (od 1981 r.) z podtytułem „Pismo Związku Podhalan”. Początkowo wydawane nieregularnie jako jednodniówka (1973, dwukrotnie w 1975, raz w 1977 i 1979 – łącznie 5 wydań z numerami 1-5), następnie jako czasopismo: w 1981 – rok I, nr 1 (6), później dopiero w 1983 – rok II, nr 1 (7) i 2 (8) i odtąd już regularnie dwa razy w roku (w 1991 – rok X, nr 1 (23) i 2 (24)). Format: zbliżony do A4. Liczba stron (zmienna): 36 – 60. Druk jednobarwny (czarny). Nakład 3–5 tys. egz.
Wydawca: Oddział Związku Podhalan w Ludźmierzu. Redaktorzy: Włodzimierz Wnuk (1973–1979), Tadeusz Staich (1981–1986), Stanisław Krupa (od 1981).
Podhalanka zamieszczała treści o różnorodnej tematyce dotyczącej szeroko pojętego Podtatrza Polskiego (Podhale, Orawa, Spisz – po Gorce, Babią Górę i Pieniny) oraz samych Tatr. Każdy numer miał jeden lub kilka tematów wiodących:
- jednodniówka 1973 – wydanie okolicznościowe z okazji XXX Zjazdu Podhalan;
- jednodniówka 1975 (1) – wydanie poświęcone Spiszowi;
- jednodniówka 1975 (2) – 100. rocznica urodzin Władysława Orkana i 110. rocznica urodzin Kazimierza Przerwy-Tetmajera;
- jednodniówka 1977 (1) – wydanie poświęcone Orawie;
- jednodniówka 1979 – wydanie poświęcone Ziemi Pienińskiej;
- 1 (6) 1981 – numer poświęcony 75-leciu podhalańskiego ruchu regionalnego;
- 1 (7) 1983 – numer poświęcony Orkanowskiemu Konkursowi Literackiemu, Konkursowi na Śpiewanki Dziecięce, XXXIII Zjazdowi Podhalan;
- 2 (8) 1983 – numer poświęcony Rabce, Gorcom i Beskidowi Wyspowemu;
- 1 (9) 1984 - numer poświęcony Skalnemu Podhalu;
- 2 (10) 1984 - numer poświęcony 750-leciu Ludźmierza i Podhala;
- 1 (11) 1985 – m.in. o wierszach tatrzańskich, Witkacym, drewnianym kościółku w Trybszu, energii geotermalnej na Podhalu;
- 2 (12) 1985 – numer poświęcony Nowemu Targowi;
- 1 (13) 1986 – numer poświęcony 140. rocznicy powstania chochołowskiego i 350-leciu Bukowiny Tatrzańskiej;
- 2 (14) 1986 – numer poświęcony powrotowi Kazimierza Przerwy-Tetmajera na Podhale;
- 1 (15) 1987 – numer poświęcony działalności Podhalan w Krakowie;
- 2 (16) 1987 – numer poświęcony III Pielgrzymce Papieża Jana Pawła II do Polski, XXXV Zjazdowi Podhalan w Ludźmierzu, XX Sejmowi Związku Podhalan w USA, pamięci Tadeusza Staicha;
- 1 (17) 1988 – numer poświęcony 100-leciu Muzeum Tatrzańskiego, 25-leciu Oddziału Związku Podhalan w Ludźmierzu i I Kongresowi Trzeźwości na Podhalu;
- 2 (18) 1988 – numer poświęcony 25-leciu koronacji figury Matki Boskiej Ludźmierskiej, 10-leciu pontyfikatu Papieża Jana Pawła II, 70-leciu odzyskania niepodległości Polski w 1918 r.;
- 1 (19) 1989 – numer poświęcony Spiszowi i Orawie oraz 100. rocznicy urodzin ks. Ferdynanda Machaya;
- 2 (20) 1989 – numer poświęcony II wojnie światowej, 70-leciu Związku Podhalan w Polsce, 60-leciu Związku Podhalan w USA, 100. rocznicy śmierci Tytusa Chałubińskiego;
- 1 (21) 1990 – numer poświęcony 70. rocznicy urodzin Papieża Jana Pawła II, XXXVI Zjazdowi Podhalan w Ludźmierzu, zaporze w Czorsztynie;
- 1 (23) 1991 – m.in. o kościele w Niedzicy, Podhalanach w II powstaniu śląskim;
- 2 (24) 1991 – m.in. o podhalańskich homiliach ks. Tischnera, gwarze nowotarskiej, tańcach podhalańskich.

Poza tym publikowano poezję (częściowo gwarą), obszerne wspomnienia o zmarłych i zapiski z życia Związku Podhalan.